# Батталья, Родриго
Родриго Андрес Батталья  (исп. Rodrigo Andrés Battaglia ; род. 12 июля 1991[…], Морон, Буэнос-Айрес) — аргентинский футболист, полузащитник аргентинского футбольного клуба «Бока Хуниорс».

## Карьера игрока

### Клубная
Батталья — воспитанник академий «Велес Сарсфилда» и «Альмагро». Первым профессиональным клубом для Родриго стал «Уракан», за который он дебютировал 3 октября 2010 года в матче чемпионата Аргентины против «Расинга», а 26 марта 2011 года в матче против «Химнасии и Эсгрима» забил свой первый гол в высшем аргентинском дивизионе. Всего в сезоне 2010/11 поучаствовал в 29 матчах чемпионата Аргентины, что не помогло «Уракану» сохранить место в элитном дивизионе. Несмотря на вылет «Уракана», Родриго остался в клубе и провёл ещё 2 сезона в его составе.
29 июля 2013 года бесплатно перешёл в «Расинг», за который сыграл 8 матчей в чемпионате Аргентины, после чего в январе 2014 года перешёл в португальский клуб «Брага». 9 февраля 2014 года в матче против «Жил Висенте» дебютировал в чемпионате Португалии. Летом того же года был отдан в аренду в другой клуб высшего португальского дивизиона — «Морейренсе», за который отыграл 34 матча и забил 3 гола. В 2016 году отдавался в аренду в «Росарио Сентраль» и «Шавеш». После возвращения из последней аренды закрепился в основном составе «Браги» и помог ей выйти в финал кубка лиги.
Летом 2017 года перешёл в лиссабонский «Спортинг», в составе которого стал обладателем кубка лиги.

### Международная
В составе молодёжной сборной Аргентины в 2011 году принимал участие в молодёжном чемпионате мира и молодёжном чемпионате Южной Америки. 14 мая 2018 года попал в расширенную заявку сборной Аргентины на чемпионат мира 2018 года.

## Достижения
«Спортинг» (Лиссабон)
- Обладатель кубка лиги: 2017/18